# Nupserha sericea
Nupserha sericea är en skalbaggsart som beskrevs av Stefan von Breuning 1955. Nupserha sericea ingår i släktet Nupserha och familjen långhorningar. Inga underarter finns listade i Catalogue of Life.